# Dicaeum sanguinolentum
Pica-flor-sangrento ou pica-flor-de-peito-sanguíneo (Dicaeum sanguinolentum) é uma espécie de ave da família Dicaeidae.
É endémica da Indonésia.
Os seus habitats naturais são: florestas subtropicais ou tropicais húmidas de baixa altitude e regiões subtropicais ou tropicais húmidas de alta altitude.